# Milan Babić
Milan Babić (in cirillico: Милан Бабић?; Kukar, 25 febbraio 1956 – L'Aia, 5 marzo 2006) è stato dal 1991 al 1992 il primo presidente dell'autoproclamata e non riconosciuta Repubblica Serba di Krajina, una regione popolata prevalentemente da serbi, separatasi dalla Croazia.
È stato imputato per crimini di guerra dal Tribunale penale internazionale per l'ex Jugoslavia nel 2004; ha ammesso le sue colpe e si è accordato per un plea bargain (ossia la possibilità di ottenere uno sconto di pena in cambio di una confessione). In seguito al patteggiamento è stato condannato a 13 anni di prigione.
È stato trovato morto nella sua cella il 6 marzo 2006; secondo le fonti ufficiali si tratta di suicidio. Tuttora, l'amministrazione della prigione non è riuscita a spiegare come è stato possibile commettere questo gesto in una cella videosorvegliata 24 ore al giorno.

## Inizi in politica
Babić nacque nel villaggio di Kukar, vicino Verlicca, nell'attuale Croazia. All'inizio la sua professione era quella del dentista. Nel 1989 divenne uno dei direttori della clinica di Tenin in Croazia. Nel 1990 entra in politica iscrivendosi al neo-formato Partito Democratico Serbo. Poco tempo dopo venne eletto Presidente del Municipio di Tenin.
In quel periodo alcune zone della Croazia che prendevano il nome di "Krajina" erano abitate in maggioranza da abitanti di etnia serba, quando Franjo Tuđman venne eletto presidente della Repubblica Socialista di Croazia le tensioni indipendentistiche croate aumentarono e i serbi si mostrarono contrari alla indipendenza. Venne creato un Consiglio Nazionale che si sarebbe opposto alla separazione dalla Jugoslavia e Milan Babić venne eletto suo presidente.

## Indipendenza della Krajina
I serbi si opposero a qualsiasi situazione che li avrebbe visti rimanere all'interno di una Croazia indipendente. Dopo l'elezione di Tuđman venne approvata una costituzione che dava ai serbi lo status di minoranza all'interno della Croazia.
Il 21 dicembre 1990 venne formato il Distretto Autonomo Serbo (Српска аутономна област, САО, Srpska autonomna oblast SAO) della Krajina e il 1º aprile 1991 dichiararono la loro indipendenza dalla Croazia con l'intenzione di unirsi alla Serbia. Altre zone nell'est della Croazia a maggioranza serba decisero di unirsi alla SAO.
Il 30 aprile Babić venne eletto presidente del consiglio esecutivo del SAO e successivamente ministro dell'interno e della difesa dell'Assemblea Serba di Krajina. Con queste qualifiche Babić organizzò una milizia, bloccò le strade isolando la regione dalmate dal resto della Croazia. Gli scontri con le forze croate scoppiarono quasi immediatamente dopo la dichiarazione di indipendenza della Croazia provocando molti morti su entrambi i fronti.
A partire dall'agosto 1991 Babić divenne parte, secondo il procuratore, di un'impresa criminale volta a rimuovere in maniera permanente la popolazione non serba dalla Krajina. Il suo capo era Slobodan Milošević mentre i suoi collaboratori erano Milan Martić, il leader paramilitare Vojislav Šešelj e il generale della JNA in Croazia Ratko Mladić.
Nella sua testimonianza Babić disse che a partire dall'estate 1991 la polizia segreta serba, comandata da Milosevic, costruì una "struttura parallela per la sicurezza e la polizia della Krajina e unità comandate dalla sicurezza della Serbia". Venne lanciata una guerra su vasta scala su gran parte del territorio croato e la popolazione non serba subì la pulizia etnica. Il culmine degli scontri si ebbe tra l'agosto e il dicembre del 1991.

## Caduta
Nel novembre 1991 la comunità internazionale tentò di porre termine al conflitto proponendo un piano di pace ideato dall'Inviato Speciale Cyrus Vance. Secondo questo piano la Krajina sarebbe diventata una zona smilitarizzata e protetta da una forza di pace dell'ONU; allo stesso tempo sarebbero stati avviati dei colloqui politici sul suo status finale. Babić si oppose fortemente e decise di rinominare la SAO in Repubblica Serba di Krajina il 19 dicembre 1991, dichiarando l'indipendenza dalla Croazia. Babić chiese all'assemblea dei serbi di Krajina di rifiutare il piano di Vance. Queste posizioni di Babić non furono apprezzate da Milošević; Babić venne messo da parte e venne sostituito alla presidenza il 26 febbraio 1992 da Goran Hadžić, un politico considerato più vicino a Slobodan Milošević.
Babić rimase comunque all'interno della politica della Krajina come Ministro degli Affari Esteri ma la sua figura venne molto indebolita. Successivamente Babić disse che la politica della Krajina era manovrata da Belgrado tramite i servizi segreti; Slobodan Milošević negò queste considerazioni aggiungendo che Babić aveva affermato questo "per paura".
Babić ritornò ad un ruolo importante in politica quando il 27 luglio 1995 divenne primo ministro. Carica che mantenne fino al 7 agosto 1995 quando con l'Operazione Tempesta le forze croate annientarono quelle serbe ponendo fine alla Repubblica Serba di Krajina. Babić con gli altri politici fuggirono verso la Serbia.

## Processo e morte
Nel dicembre 2002 Babić testimoniò contro Milošević davanti al Tribunale penale internazionale per l'ex-Jugoslavia indicandolo come personalmente coinvolto nel conflitto in Croazia; secondo Babić il vero intento di Milošević era creare uno Stato di soli serbi, mantenere l'unità della Jugoslavia era solo un'operazione di facciata per inviare l'esercito jugoslavo nella regione.
Nel novembre 2003 Babić venne a sua volta accusato dal Tribunale di crimini commessi in Croazia durante la guerra tra l'agosto 1991 e il febbraio 1992, Babić decise di collaborare e si consegnò spontaneamente. Venne accusato dei seguenti reati:
- omicidio,
- persecuzioni,
- trattamento crudele,
- distruzione immotivata,
- distruzione di luoghi dedicati al culto e alla educazione.

A partire dal 27 gennaio 2004 Babić si dichiarò colpevole di dell'accusa di persecuzioni, ricorrendo al plea bargain con il Procuratore, nell'occasione scrisse una dichiarazione nella quale si pentiva delle sue azioni e chiedeva perdono, di seguito sono riportati alcuni passi:
Venne condannato a 13 anni di reclusione il 29 giugno 2004, confermati in appello, tenendo conto della sua collaborazione con il tribunale e la sua parziale ammissione di colpa.
Il 5 marzo 2006 Babić venne richiamato all'Aia per testimoniare contro Milan Martić e si uccise all'interno della sua cella videosorvegliata 24 ore al giorno.